# Pediobius laticeps
Pediobius laticeps är en stekelart som beskrevs av Graham 1983. Pediobius laticeps ingår i släktet Pediobius och familjen finglanssteklar.
Artens utbredningsområde är Madeira. Inga underarter finns listade i Catalogue of Life.